# Arovell Verlag
Pour les articles homonymes, voir Verlag.
Arovell Verlag est une maison d'édition autrichienne de littérature contemporaine. Elle fut fondée en 1991 par l'écrivain, l'artiste et musicien Paul Jaeg. Actuellement, Jaeg est le propriétaire directeur de la maison pendant que Thomas Gamsjäger figure en tant que gérant.
Chaque année, Arovell publie entre dix et vingt livres. Quelques auteurs, comme Peter Paul Wiplinger (de); publiaient plusieurs livres pendant que d'autres se servirent de cette maison d'édition pour publier leur toute première œuvre.
Arovell est une maison de littérature contemporaine en allemand. Le catalogue comprend la prose courte, le roman et la poésie. Tous les livres portent la reproduction d'une peinture de Paul Jaeg.
La maison d'édition publie aussi une revue culturelle avec des thèmes littéraires, musicaux et artistiques. Les nouveautés et les événements publics y sont présentés. En outre, cette revue contient des comptes-rendus et des critiques sur les parutions de la maison.
Arovell organise des événements littéraires, des concerts et des expositions, surtout en Haute-Autriche, à Salzbourg et à Vienne. Pour améliorer le marketing, le groupe des tambours fut fondé à Vienne ; il s'agit d'une association libre d'auteurs de qui des livres sont parus chez Arovell.
Le siège de la maison est situé à Gosau en Haute-Autriche. En outre, Arovell soutient des filiales à Vienne et à Salzbourg.

## Exemples d'auteurs publiés
- Hans Dieter Aigner (de)
- Peter Assmann
- Reinhold Aumaier (de)
- Martin Dragosits
- Klaus Ebner
- Karin Gayer
- Constantin Göttfert
- Fritz Huber
- Paul Jaeg
- Christoph Janacs
- Günther Kaip
- Wolfgang Kauer
- Hermann Knapp
- Dorothea Macheiner
- Dirk Ofner
- Wolfgang Pollanz
- Fritz Popp
- Herbert Reiter
- Christine Roiter
- Leopold Spoliti (de)
- Nikolai Vogel (de)
- Wolfgang Wenger (de)
- Christine Werner (de)
- Peter Paul Wiplinger (de)